# Musnai László
Musnai László (Székelykövesd, 1888. február 26. – Nagyenyed, 1967. május 8.) erdélyi magyar református teológus, bibliakutató, művelődéstörténész.

## Életútja
Középiskoláit a székelyudvarhelyi Református Kollégiumban, a teológiát Kolozsváron végezte (1910). A következő tanévben Berlinben folytatott bibliai stúdiumokat. Első tanulmányútjáról hazatérve, 1913-ban Kolozsváron teológiai magántanári vizsgát tett. 1914-ig Marosszentimrén, azt követően Tekén lelkész; az I. világháború alatt katonalelkész volt az olasz fronton. Az 1917–18-as tanévben a bécsi és a berlini egyetemen képezte tovább magát. 1928-ban Debrecenben teológiai doktorátust szerzett. Exegetikai kutatásainak fő területe a jánosi iratok vizsgálata, de rendszeresen foglalkozott a magyar bibliafordításokkal is.
1933-tól Nagyenyeden a Bethlen Gábor Kollégiumban vallástanár. Főként a város és a kollégium művelődési hagyományainak rendszeres feldolgozása foglalkoztatta, beleértve Kőrösi Csoma Sándor emlékének ápolását és az erdélyi románság körében folyt nyugati missziós törekvések kutatását is. Vallástanárként reá hárult a református papjelöltek nagyenyedi gyakorlati képzésének irányítása, s igazgatóként ő állt az 1940–45 között Nagyenyeden megszervezett Református Teológiai Kar élén is. Mialatt a szovjet katonai hatóságok hadikórház céljaira igénybe vették a kollégium épületét, szinte élete kockáztatásával mentette meg a nagykönyvtárat a pusztulástól.
Művelődéstörténeti kutatásai során az 1950-es években a szászvárosi Református Egyházközség irattárában ő találta meg Mihail Halici könyvtárának 1674-es lajstromát, a régi erdélyi román művelődés jelentős dokumentumát. A szentírási nyelvek szakértőjeként haláláig részt vett a Magyar Bibliatanács Bibliafordító Szakbizottságának munkájában. Gazdag magyar bibliagyűjteményét és kézirati hagyatékát az Egyetemi Fokú Egységes Kolozsvári Protestáns Teológiai Intézet Könyvtára őrzi.

## Munkái
- Életnek beszéde (beszédvázlatok). Torda, 1923
- János apokalypsisének magyarázata. Gyulafehérvár 1913 (I. füzet), Torda, 1924 (II. füzet)
- János evangéliumának és leveleinek magyarázata. Torda, 1926
- A magyar biblia története. Kolozsvár, 1925, II. bővített kiadás, Torda, 1927
- Károlyi Gáspár, a bibliafordító. Kolozsvár, 1929
- Szenczi Molnár Albert. Cluj-Kolozsvár, 1933
- Kecskeméthy Cs. István. Klny. a Kecskeméthy-emlékkönyvből, 1934
- Aiud-Nagyenyed és református egyháza. Aiud-Nagyenyed, 1936
- A Vizsolyi Biblia. Komáromi Csipkés György bibliája. Klny. a Károlyi-emlékkönyvből, 1940
- "A keresztény tudományoknak rövid summába kötött fundamentuma." Budapest, 1941
- Emlékbeszéd Kőrösi Csoma Sándor halálának 100 éves ünnepén. Aiud, 1942
- Kőrösi Csoma Sándor halálának századik évfordulóján a romániai magyar nép számára; Bethlen Ny., Aiud, 1943
- Az Ige szolgálatában. Aiud-Nagyenyed, 1945
- Misztótfalusi Kis Miklós aranyos Bibliája; Bethlen Ny., Nagyenyed, 1947 (A Bethlen-nyomda iratterjesztése 1. sor. Bibliai füzetek)
- Új adatok Halici Mihály életéhez és hagyatékához. Klny. NyIrK, 1960
- Date noi privitoare la Mihail Halici. Klny. Studii de istorie literară şi folclor – Institutul de lingvistică Cluj, 1964
- Kőrösi Csoma Sándor és Nagyenyed. Klny. NyIrk, 1964
- Kőrösi Csoma Sándor és a kolozsvári tudóskör. Klny. Az MTA I. Osztályának Közleményeiből, 1966

A felsorolt munkáin kívül még számos, ma már nehezen hozzáférhető aprónyomtatványa (pl. A Váradi biblia) és a fentebb felsoroltakkal azonos tárgyú közleménye (pl. Kőrösi Csoma Sándor és Nagyenyed. Magyar Pedagógia, 1963/4.) jelent meg itthon és külföldön.